# Joseph Lawrence (Politiker, 1786)
Joseph Lawrence (* 1786 bei Hunterstown, Adams County, Pennsylvania; † 17. April 1842 in Washington, D.C.) war ein US-amerikanischer Politiker. Zwischen 1825 und 1829 sowie nochmals in den Jahren 1841 und 1842 vertrat er den Bundesstaat Pennsylvania im US-Repräsentantenhaus.

## Werdegang
Im Jahr 1789 zog Joseph Lawrence mit seiner verwitweten Mutter auf eine Farm im Washington County. Er besuchte die öffentlichen Schulen seiner neuen Heimat und arbeitete danach in der Landwirtschaft. Gleichzeitig schlug er als Mitglied der Demokratisch-Republikanischen Partei eine politische Laufbahn ein. Zwischen 1818 und 1824 saß er als Abgeordneter im Repräsentantenhaus von Pennsylvania, dessen Präsident er in den Jahren 1820 und 1822 war. In den 1820er Jahren wurde er Anhänger von US-Präsident John Quincy Adams.
Bei den Kongresswahlen des Jahres 1824 wurde Lawrence im 15. Wahlbezirk von Pennsylvania in das US-Repräsentantenhaus in Washington D.C. gewählt, wo er am 4. März 1825 die Nachfolge von Thomas Patterson antrat. Nach einer Wiederwahl konnte er bis zum 3. März 1829 zwei Legislaturperioden im Kongress absolvieren. Diese Zeit war von heftigen Diskussionen zwischen den Anhängern von Andrew Jackson und denen von John Quincy Adams sowie Henry Clay bestimmt. Im Jahr 1828 wurde er nicht wiedergewählt.
Zwischen 1834 und 1836 war Lawrence erneut Abgeordneter im Repräsentantenhaus von Pennsylvania. Im Jahr 1837 war er als State Treasurer für die Finanzen seines Heimatstaates zuständig. Damals wurde er Mitglied der Whig Party. 1838 bewarb er sich noch erfolglos um die Rückkehr in den Kongress. Bei den Wahlen des Jahres 1840 wurde Lawrence dann aber im 21. Distrikt Pennsylvanias wieder in das US-Repräsentantenhaus gewählt, wo er am 3. März 1841 Isaac Leet ablöste. Im Kongress wurde er dann Vorsitzender des Committee on Roads and Canals. Dieses Mandat konnte er bis zu seinem Tod am 17. April 1842 ausüben. Er wurde auf dem Kongressfriedhof in Washington beigesetzt. Sein Sohn George (1818–1904) wurde ebenfalls Kongressabgeordneter.